# Jaroslav Jurášek
Jaroslav Jurášek (25. září 1925 Újezd u Vizovic – 15. března 2005 Brno), známý též jako Carda, byl moravský etnograf, hudebník, dramaturg, autor pořadů, upravovatel, mimo jiné zakladatel, umělecký vedoucí a dramaturg Brněnského rozhlasového orchestru lidových nástrojů (BROLN).

## Život
Narodil se v Újezdě na Zlínsku, maturoval na reálném gymnáziu ve Zlíně. V letech 1946–1951 studoval lingvistiku, estetiku a etnografii na Filozofické fakultě Masarykovy univerzity (FF MU) v Brně, studium však nedokončil. Poté nastoupil do brněnského studia Československého rozhlasu, kde inicioval vznik redakce lidové písně a působil jako dramaturg a umělecký vedoucí Brněnského rozhlasového orchestru lidových nástrojů. Při zaměstnání absolvoval obor teorie skladby a lidová tvořivost na Janáčkově akademii múzických umění (JAMU).
V roce 1967 byl jmenován ředitelem brněnského rozhlasového studia, po roce 1970 byl však z funkce odvolán kvůli nesouhlasu s okupací Československa v srpnu 1968. Následně působil jako metodik Ústředního výboru Svazu Cikánů-Romů, programový pracovník kulturního střediska v Brně a dramaturg hudebního vysílání Československé televize v Brně. Přednášel také na brněnské konzervatoři.
Byl aktivní účastník a člen programové rady mezinárodního folklorního festivalu ve Strážnici, kde připravoval pořady včetně televizních přenosů. Hrál na housle, violu, basu i cimbál. Spoluzaložil cimbálovou muziku Valašského krúžku v Brně a vedl Moravský soubor lidových písní a tanců, byl i členem Slováckého krúžku v Brně. Působil také v dětském souboru Javorníček a od roku 1976 vedl vojenský soubor Jánošík (později Ondráš).
Sbíral a upravoval lidové písně z Valašska, Lašska, Slovácka i Slovenska. Spolupracoval s řadou folklorních souborů a podporoval soutěže jako Zazpívej, slavíčku a Festival hudebních nástrojů lidových muzik. Jako dramaturg a upravovatel se podílel na více než třiceti albech cimbálových muzik a na rozhlasových i televizních pořadech (např. Písně domova, Muzikanti, hrajte, Setkání se sousedy).
Obdržel výroční cenu vydavatelství Panton za dramaturgii folklorních edic. Jeho přínos folklornímu hnutí byl oceněn i ve sborníku vydaném souborem VUS Jánošík.
Zemřel 15. března 2005 v Brně, pohřben byl na Ústředním hřbitově.